# Ильинский, Владимир Игоревич
Влади́мир И́горевич Ильи́нский (род. 30 января 1952) — российский журналист, экс-ведущий программ «Битловский час» и «120 минут классики рока» на радиостанции «Эхо Москвы». Сын актёра Игоря Ильинского.

## Биография
В 1969 году поступил на переводческий факультет МГПИИЯ им. Мориса Тореза. В 1974 году окончил институт и устроился стажёром в Агентство печати «Новости», где в журналах для стран Латинской Америки писал о футболе. Проработал там 15 лет, дослужившись до должности старшего редактора. На протяжении всего времени Владимир Ильинский слушает «Битлз» и рок-музыку, что явилось предпосылкой для будущей карьеры музыкального радиоведущего.
В 1991 году приходит на радиостанцию «Эхо Москвы», но не смог приступить к работе в первый рабочий день из-за событий августа 1991 года. Вскоре делает первые пробные музыкальные программы, а через некоторое время становится постоянным сотрудником радиостанции. В разное время вёл программы: «Неметаллический металл», «Братья по оружию», «Кладовая солнца», «Рок марафон», «Отцы и дети». На момент закрытия радиостанции в марте 2022 года был постоянным ведущим передач «Битловский час» в ночь с понедельника на вторник с нуля до часу, и «120 минут классики рока» в ночь со вторника на среду с часу до пяти.

### Семья
- Женат;
  - два сына: Игорь и Антон[2]; они оба окончили факультет журналистики МГУ;
    - Антон занимается переводом фильмов.
    - Игорь вёл программу о тяжёлой музыке «Хранитель снов» на «Эхо Москвы»[2].

### Хобби
Владимир Ильинский интересуется и занимается спортом: играет в хоккей, футбол, теннис, баскетбол, катается на коньках и лыжах. Болеет за «Спартак».